# Esquirol de Yucatán
L'esquirol de Yucatán (Sciurus yucatanensis) és una espècie de rosegador de la família dels esciúrids. Viu a Belize, Guatemala i Mèxic. Es tracta d'un animal diürn i arborícola que s'alimenta de fruita, núcules i llavors. Els seus hàbitats naturals són els boscos perennifolis i caducifolis, els boscos semiàrids de pins i roures i els boscos secundaris. Es creu que no hi ha cap amenaça significativa per a la supervivència d'aquesta espècie, tot i que el seu entorn pateix fragmentació.